# Tournoi masculin de football aux Jeux olympiques d'été de 1996
Cet article traite de l'épreuve masculine. Pour la compétition féminine, voir Tournoi féminin de football aux Jeux olympiques d'été de 1996.
Pour un article plus général, voir Football aux Jeux olympiques d'été de 1996.
Navigation
Barcelone 1992 Sydney 2000
Le tournoi masculin de football aux Jeux olympiques d'été de 1996 est la dix-neuvième édition du tournoi masculin de football des Jeux olympiques et se tient à Atlanta et dans quatre autres villes des États-Unis, du 20 juillet au 3 août 1996.

## Villes et stades retenus
Cinq stades ont été retenus pour organiser cette compétition :
| Sanford Stadium                                                  | Orange Bowl   |
| 92 746 places                                                    | 72 319 places |
| Sanford Stadium                                                  | Orange Bowl   |
| Birmingham                                                       | Orlando       |
| Legion Field                                                     | Citrus Bowl   |
| 71 594 places                                                    | 70 000 places |
| Legion Field                                                     | Citrus Bowl   |
| Washington, D.C.                                                 |               |
| RFK Stadium                                                      |               |
| 56 692 places                                                    |               |
| RFK Stadium                                                      |               |
| RFK Stadium Legion Field Citrus Bowl Orange Bowl Sanford Stadium |               |

Le Sanford Stadium a accueilli la finale de la compétition.

## Premier tour
Les deux premières équipes de chaque groupe sont qualifiées pour les quarts de finale.

### Groupe A
|   | Équipe     | Pts | J | G | N | P | BP | BC | Diff |
| 1 | Argentine  | 5   | 3 | 1 | 2 | 0 | 5  | 3  | +2   |
| 2 | Portugal   | 5   | 3 | 1 | 2 | 0 | 4  | 2  | +2   |
| 3 | États-Unis | 4   | 3 | 1 | 1 | 1 | 4  | 4  | 0    |
| 4 | Tunisie    | 1   | 3 | 0 | 1 | 2 | 1  | 5  | -4   |

| 20 juillet 1996 | Portugal         | 2–0 | Tunisie | RFK Stadium, Washington, D.C.                    |                                                  |
| 15:00           | Martins 13e, 68e |     |         | Spectateurs : 34 796 Arbitrage : Antônio Pereira | Spectateurs : 34 796 Arbitrage : Antônio Pereira |
| 15:00           | Report           |     |         | Spectateurs : 34 796 Arbitrage : Antônio Pereira | Spectateurs : 34 796 Arbitrage : Antônio Pereira |

| 20 juillet 1996 | États-Unis | 1–3 | Argentine                               | Legion Field, Birmingham                            |                                                     |
| 19.30           | Reyna 1re  |     | G. López 26e · Crespo 55e · Simeone 90e | Spectateurs : 83 183 Arbitrage : Lucien Bouchardeau | Spectateurs : 83 183 Arbitrage : Lucien Bouchardeau |
| 19.30           | Report     |     |                                         | Spectateurs : 83 183 Arbitrage : Lucien Bouchardeau | Spectateurs : 83 183 Arbitrage : Lucien Bouchardeau |

| 22 juillet 1996 | Argentine  | 1–1 | Portugal       | RFK Stadium, Washington, D.C.                     |                                                   |
| 19:30           | Ortega 45e |     | Nuno Gomes 70e | Spectateurs : 25 811 Arbitrage : Omer Al-Mehannah | Spectateurs : 25 811 Arbitrage : Omer Al-Mehannah |
| 19:30           | Report     |     |                | Spectateurs : 25 811 Arbitrage : Omer Al-Mehannah | Spectateurs : 25 811 Arbitrage : Omer Al-Mehannah |

| 22 juillet 1996 | États-Unis                     | 2–0 | Tunisie | Legion Field, Birmingham                     |                                              |
| 19:30           | Kirovski 38e · Maisonneuve 90e |     |         | Spectateurs : 45 687 Arbitrage : Hugh Dallas | Spectateurs : 45 687 Arbitrage : Hugh Dallas |
| 19:30           | Report                         |     |         | Spectateurs : 45 687 Arbitrage : Hugh Dallas | Spectateurs : 45 687 Arbitrage : Hugh Dallas |

| 24 juillet 1996 | Argentine | 1–1 | Tunisie     | Legion Field, Birmingham                          |                                                   |
| 19.30           | Ortega 5e |     | Mkacher 74e | Spectateurs : 16 826 Arbitrage : Pirom Un-Prasert | Spectateurs : 16 826 Arbitrage : Pirom Un-Prasert |
| 19.30           | Report    |     |             | Spectateurs : 16 826 Arbitrage : Pirom Un-Prasert | Spectateurs : 16 826 Arbitrage : Pirom Un-Prasert |

| 24 juillet 1996 | États-Unis      | 1–1 | Portugal        | RFK Stadium, Washington, D.C.                  |                                                |
| 19:30           | Maisonneuve 75e |     | Paulo Alves 33e | Spectateurs : 58 012 Arbitrage : Edward Lennie | Spectateurs : 58 012 Arbitrage : Edward Lennie |
| 19:30           | Report          |     |                 | Spectateurs : 58 012 Arbitrage : Edward Lennie | Spectateurs : 58 012 Arbitrage : Edward Lennie |

### Groupe B
|   | Équipe          | Pts | J | G | N | P | BP | BC | Diff |
| 1 | France          | 7   | 3 | 2 | 1 | 0 | 5  | 2  | +3   |
| 2 | Espagne         | 7   | 3 | 2 | 1 | 0 | 5  | 3  | +2   |
| 3 | Australie       | 3   | 3 | 1 | 0 | 2 | 4  | 6  | -2   |
| 4 | Arabie saoudite | 0   | 3 | 0 | 0 | 3 | 2  | 5  | -3   |

| 20 juillet 1996 | Espagne   | 1–0 | Arabie saoudite | Citrus Bowl, Orlando                               |                                                    |
| 18:30           | Óscar 80e |     |                 | Spectateurs : 28 774 Arbitrage : Pierluigi Collina | Spectateurs : 28 774 Arbitrage : Pierluigi Collina |
| 18:30           | Report    |     |                 | Spectateurs : 28 774 Arbitrage : Pierluigi Collina | Spectateurs : 28 774 Arbitrage : Pierluigi Collina |

| 20 juillet 1996 | France                  | 2–0 | Australie | Orange Bowl, Miami                              |                                                 |
| 18:30           | Pirès 11e · Maurice 74e |     |           | Spectateurs : 14 322 Arbitrage : Roberto Ruscio | Spectateurs : 14 322 Arbitrage : Roberto Ruscio |
| 18:30           | Report                  |     |           | Spectateurs : 14 322 Arbitrage : Roberto Ruscio | Spectateurs : 14 322 Arbitrage : Roberto Ruscio |

| 22 juillet 1996 | France        | 1–1 | Espagne   | Citrus Bowl, Orlando                              |                                                   |
| 19:00           | Legwinski 38e |     | Óscar 80e | Spectateurs : 16 773 Arbitrage : Pirom Un-Prasert | Spectateurs : 16 773 Arbitrage : Pirom Un-Prasert |
| 19:00           | Report        |     |           | Spectateurs : 16 773 Arbitrage : Pirom Un-Prasert | Spectateurs : 16 773 Arbitrage : Pirom Un-Prasert |

| 22 juillet 1996 | Australie                 | 2–1 | Arabie saoudite | Orange Bowl, Miami                                  |                                                     |
| 19:00           | Tsekenis 11e · Viduka 63e |     | Al-Khilaiwi 37e | Spectateurs : 5 997 Arbitrage : Esfandiar Baharmast | Spectateurs : 5 997 Arbitrage : Esfandiar Baharmast |
| 19:00           | Report                    |     |                 | Spectateurs : 5 997 Arbitrage : Esfandiar Baharmast | Spectateurs : 5 997 Arbitrage : Esfandiar Baharmast |

| 24 juillet 1996 | Espagne                   | 3–2 | Australie      | Citrus Bowl, Orlando                         |                                              |
| 19:00           | Raúl 40e, 90e · Santi 86e |     | Vidmar 3e, 12e | Spectateurs : 12 050 Arbitrage : Hugh Dallas | Spectateurs : 12 050 Arbitrage : Hugh Dallas |
| 19:00           | Report                    |     |                | Spectateurs : 12 050 Arbitrage : Hugh Dallas | Spectateurs : 12 050 Arbitrage : Hugh Dallas |

| 24 juillet 1996 | France                             | 2–1 | Arabie saoudite | Orange Bowl, Miami                               |                                                  |
| 19:00           | Maurice 20e (pen.) · Sibierski 49e |     | Amin 26e        | Spectateurs : 4 615 Arbitrage : Benito Archundia | Spectateurs : 4 615 Arbitrage : Benito Archundia |
| 19:00           | Report                             |     |                 | Spectateurs : 4 615 Arbitrage : Benito Archundia | Spectateurs : 4 615 Arbitrage : Benito Archundia |

### Groupe C
|   | Équipe       | Pts | J | G | N | P | BP | BC | Diff |
| 1 | Mexique      | 5   | 3 | 1 | 2 | 0 | 2  | 1  | +1   |
| 2 | Ghana        | 4   | 3 | 1 | 1 | 1 | 4  | 4  | 0    |
| 3 | Corée du Sud | 4   | 3 | 1 | 1 | 1 | 2  | 2  | 0    |
| 4 | Italie       | 3   | 3 | 1 | 0 | 2 | 4  | 5  | -1   |

| 21 juillet 1996 | Corée du Sud              | 1–0 | Ghana | RFK Stadium, Washington, D.C.                  |                                                |
| 12.00           | Yoon Jung-hwan 41e (pen.) |     |       | Spectateurs : 45 946 Arbitrage : Edward Lennie | Spectateurs : 45 946 Arbitrage : Edward Lennie |
| 12.00           | Report                    |     |       | Spectateurs : 45 946 Arbitrage : Edward Lennie | Spectateurs : 45 946 Arbitrage : Edward Lennie |

| 21 juillet 1996 | Mexique      | 1–0 | Italie | Legion Field, Birmingham                     |                                              |
| 17.00           | Palencia 83e |     |        | Spectateurs : 44 211 Arbitrage : Hugh Dallas | Spectateurs : 44 211 Arbitrage : Hugh Dallas |
| 17.00           | Report       |     |        | Spectateurs : 44 211 Arbitrage : Hugh Dallas | Spectateurs : 44 211 Arbitrage : Hugh Dallas |

| 23 juillet 1996 | Mexique | 0–0 | Corée du Sud | Legion Field, Birmingham                            |                                                     |
| 20.00           |         |     |              | Spectateurs : 26 111 Arbitrage : Lucien Bouchardeau | Spectateurs : 26 111 Arbitrage : Lucien Bouchardeau |
| 20.00           | Report  |     |              | Spectateurs : 26 111 Arbitrage : Lucien Bouchardeau | Spectateurs : 26 111 Arbitrage : Lucien Bouchardeau |

| 23 juillet 1996 | Ghana                              | 3–2 | Italie                | RFK Stadium, Washington, D.C.                       |                                                     |
| 21.00           | Saba 15e, 74e · Ahinful 63e (pen.) |     | Branca 8e, 44e (pen.) | Spectateurs : 27 849 Arbitrage : José Garcia-Aranda | Spectateurs : 27 849 Arbitrage : José Garcia-Aranda |
| 21.00           | Report                             |     |                       | Spectateurs : 27 849 Arbitrage : José Garcia-Aranda | Spectateurs : 27 849 Arbitrage : José Garcia-Aranda |

| 25 juillet 1996 | Mexique     | 1–1 | Ghana       | RFK Stadium, Washington, D.C.                    |                                                  |
| 21.00           | Abundis 65e |     | Ebenzer 44e | Spectateurs : 30 237 Arbitrage : Antônio Pereira | Spectateurs : 30 237 Arbitrage : Antônio Pereira |
| 21.00           | Report      |     |             | Spectateurs : 30 237 Arbitrage : Antônio Pereira | Spectateurs : 30 237 Arbitrage : Antônio Pereira |

| 25 juillet 1996 | Italie          | 2–1 | Corée du Sud     | Legion Field, Birmingham                        |                                                 |
| 21.00           | Branca 24e, 82e |     | Lee Ki-hyung 62e | Spectateurs : 28 319 Arbitrage : Roberto Ruscio | Spectateurs : 28 319 Arbitrage : Roberto Ruscio |
| 21.00           | Report          |     |                  | Spectateurs : 28 319 Arbitrage : Roberto Ruscio | Spectateurs : 28 319 Arbitrage : Roberto Ruscio |

### Groupe D
|   | Équipe  | Pts | J | G | N | P | BP | BC | Diff |
| 1 | Brésil  | 6   | 3 | 2 | 0 | 1 | 4  | 2  | +2   |
| 2 | Nigeria | 6   | 3 | 2 | 0 | 1 | 3  | 1  | +2   |
| 3 | Japon   | 6   | 3 | 2 | 0 | 1 | 4  | 4  | +0   |
| 4 | Hongrie | 0   | 3 | 0 | 0 | 3 | 3  | 7  | -4   |

| 21 juillet 1996 | Japon   | 1–0 | Brésil | Orange Bowl, Miami                                |                                                   |
| 18:30           | Ito 72e |     |        | Spectateurs : 46 713 Arbitrage : Benito Archundia | Spectateurs : 46 713 Arbitrage : Benito Archundia |
| 18:30           | Report  |     |        | Spectateurs : 46 713 Arbitrage : Benito Archundia | Spectateurs : 46 713 Arbitrage : Benito Archundia |

| 21 juillet 1996 | Nigeria  | 1–0 | Hongrie | Citrus Bowl, Orlando                              |                                                   |
| 18:30           | Kanu 44e |     |         | Spectateurs : 25 303 Arbitrage : Pirom Un-Prasert | Spectateurs : 25 303 Arbitrage : Pirom Un-Prasert |
| 18:30           | Report   |     |         | Spectateurs : 25 303 Arbitrage : Pirom Un-Prasert | Spectateurs : 25 303 Arbitrage : Pirom Un-Prasert |

| 23 juillet 1996 | Brésil                                 | 3–1 | Hongrie   | Orange Bowl, Miami                                 |                                                    |
| 20:30           | Ronaldo 35e · Juninho 61e · Bebeto 84e |     | Madar 58e | Spectateurs : 34 871 Arbitrage : Gamal Al-Ghandour | Spectateurs : 34 871 Arbitrage : Gamal Al-Ghandour |
| 20:30           | Report                                 |     |           | Spectateurs : 34 871 Arbitrage : Gamal Al-Ghandour | Spectateurs : 34 871 Arbitrage : Gamal Al-Ghandour |

| 23 juillet 1996 | Nigeria                           | 2–0 | Japon | Citrus Bowl, Orlando                               |                                                    |
| 20:30           | Babangida 82e · Okocha 90e (pen.) |     |       | Spectateurs : 22 734 Arbitrage : Pierluigi Collina | Spectateurs : 22 734 Arbitrage : Pierluigi Collina |
| 20:30           | Report                            |     |       | Spectateurs : 22 734 Arbitrage : Pierluigi Collina | Spectateurs : 22 734 Arbitrage : Pierluigi Collina |

| 25 juillet 1996 | Brésil      | 1–0 | Nigeria | Orange Bowl, Miami                                   |                                                      |
| 21:00           | Ronaldo 30e |     |         | Spectateurs : 55 650 Arbitrage : Esfandiar Baharmast | Spectateurs : 55 650 Arbitrage : Esfandiar Baharmast |
| 21:00           | Report      |     |         | Spectateurs : 55 650 Arbitrage : Esfandiar Baharmast | Spectateurs : 55 650 Arbitrage : Esfandiar Baharmast |

| 25 juillet 1996 | Japon                                | 3–2 | Hongrie                 | Citrus Bowl, Orlando                                |                                                     |
| 21:00           | Maezono 39e (pen.), 91e · Uemura 90e |     | Sandor 2e' · Madar 48e' | Spectateurs : 20 834 Arbitrage : Lucien Bouchardeau | Spectateurs : 20 834 Arbitrage : Lucien Bouchardeau |
| 21:00           | Report                               |     |                         | Spectateurs : 20 834 Arbitrage : Lucien Bouchardeau | Spectateurs : 20 834 Arbitrage : Lucien Bouchardeau |

## Tableau final
Les matchs à partir des quarts de finale sont à élimination directe. En cas de match nul à la fin du temps réglementaire, une prolongation de deux fois quinze minutes est jouée. Si les deux équipes sont toujours à égalité à la fin de la prolongation, une séance de tirs au but (t.a.b.) permet de les départager.
|  | Quarts de finale     | Quarts de finale     |                  |                  | Demi-finales           | Demi-finales           |   |  | Finale           | Finale           |
|  | Quarts de finale     | Quarts de finale     |                  |                  | Demi-finales           | Demi-finales           |   |  | Finale           | Finale           |
|  |                      |                      |                  |                  |                        |                        |   |  |                  |                  |
|  | 27 juillet à 18 h 00 | 27 juillet à 18 h 00 |                  |                  | 30 juillet à 20 h 00   | 30 juillet à 20 h 00   |   |  | 3 août à 18 h 00 | 3 août à 18 h 00 |
|  | 27 juillet à 18 h 00 | 27 juillet à 18 h 00 |                  |                  | 30 juillet à 20 h 00   | 30 juillet à 20 h 00   |   |  | 3 août à 18 h 00 | 3 août à 18 h 00 |
|  | Portugal             | 2 ap                 |                  |                  | 30 juillet à 20 h 00   | 30 juillet à 20 h 00   |   |  | 3 août à 18 h 00 | 3 août à 18 h 00 |
|  | Portugal             | 2 ap                 |                  |                  | 30 juillet à 20 h 00   | 30 juillet à 20 h 00   |   |  | 3 août à 18 h 00 | 3 août à 18 h 00 |
|  | France               | 1                    |                  |                  | 30 juillet à 20 h 00   | 30 juillet à 20 h 00   |   |  | 3 août à 18 h 00 | 3 août à 18 h 00 |
|  | France               | 1                    | Portugal         | 0                |                        |                        |   |  | 3 août à 18 h 00 | 3 août à 18 h 00 |
|  | 27 juillet à 19 h 30 |                      | Portugal         | 0                |                        |                        |   |  | 3 août à 18 h 00 | 3 août à 18 h 00 |
|  |                      | Argentine            | 2                |                  |                        |                        |   |  | 3 août à 18 h 00 | 3 août à 18 h 00 |
|  | Espagne              | Argentine            | 2                | 0                |                        |                        |   |  | 3 août à 18 h 00 | 3 août à 18 h 00 |
|  | Espagne              |                      |                  | 0                |                        |                        |   |  | 3 août à 18 h 00 | 3 août à 18 h 00 |
|  | Argentine            | 4                    |                  |                  |                        |                        |   |  | 3 août à 18 h 00 | 3 août à 18 h 00 |
|  | Argentine            | 4                    | Argentine        | 2                |                        |                        |   |  |                  |                  |
|  | 28 juillet à 16 h 00 |                      | Argentine        | 2                |                        |                        |   |  |                  |                  |
|  |                      | Nigeria              | 3                |                  |                        |                        |   |  |                  |                  |
|  | Nigeria              | Nigeria              | 3                | 2                |                        |                        |   |  |                  |                  |
|  | Nigeria              | 30 juillet à 17 h 00 |                  | 2                |                        |                        |   |  |                  |                  |
|  | Mexique              | 0                    |                  |                  |                        |                        |   |  |                  |                  |
|  | Mexique              | 0                    | Nigeria          | 4 ap             |                        |                        |   |  |                  |                  |
|  | 28 juillet à 18 h 00 | 28 juillet à 18 h 00 | Nigeria          | 4 ap             | Match pour la 3e place | Match pour la 3e place |   |  |                  |                  |
|  | 28 juillet à 18 h 00 | 28 juillet à 18 h 00 |                  | Brésil           | Match pour la 3e place | Match pour la 3e place | 3 |  |                  |                  |
|  | Brésil               | 4                    | 2 août à 15 h 45 | 2 août à 15 h 45 |                        |                        | 3 |  |                  |                  |
|  | Brésil               | 4                    | 2 août à 15 h 45 | 2 août à 15 h 45 |                        |                        |   |  |                  |                  |
|  | Ghana                | 2                    |                  | Brésil           | 5                      |                        |   |  |                  |                  |
|  | Ghana                | 2                    |                  | Brésil           | 5                      |                        |   |  |                  |                  |
|  |                      |                      |                  |                  |                        |                        |   |  | Portugal         | 0                |
|  |                      |                      |                  |                  |                        |                        |   |  | Portugal         | 0                |

### Quarts de finale
| 27 juillet 1996 | Portugal                        | 2–1 a. p. · | France      | Orange Bowl, Miami                                 |                                                    |
| 18:00           | Capucho 7e · Calado 105e (pen.) |             | Maurice 49e | Spectateurs : 22 339 Arbitrage : Pierluigi Collina | Spectateurs : 22 339 Arbitrage : Pierluigi Collina |
| 18:00           | Report                          |             |             | Spectateurs : 22 339 Arbitrage : Pierluigi Collina | Spectateurs : 22 339 Arbitrage : Pierluigi Collina |

| 27 juillet 1996 | Argentine                                            | 4–0 | Espagne | Legion Field, Birmingham                           |                                                    |
| 19:30           | Crespo 47e, 88e · Aranzábal 52e (csc) · C. López 66e |     |         | Spectateurs : 43 507 Arbitrage : Gamal Al-Ghandour | Spectateurs : 43 507 Arbitrage : Gamal Al-Ghandour |
| 19:30           | Report                                               |     |         | Spectateurs : 43 507 Arbitrage : Gamal Al-Ghandour | Spectateurs : 43 507 Arbitrage : Gamal Al-Ghandour |

| 28 juillet 1996 | Mexique | 0–2 | Nigeria                      | Legion Field, Birmingham                          |                                                   |
| 16:00           |         |     | Okocha 20e · C. Babayaro 84e | Spectateurs : 44 788 Arbitrage : Omer Al-Mehannah | Spectateurs : 44 788 Arbitrage : Omer Al-Mehannah |
| 16:00           | Report  |     |                              | Spectateurs : 44 788 Arbitrage : Omer Al-Mehannah | Spectateurs : 44 788 Arbitrage : Omer Al-Mehannah |

| 28 juillet 1996 | Brésil                                          | 4–2 | Ghana                     | Orange Bowl, Miami                                |                                                   |
| 18:00           | Duodu 18e (csc) · Ronaldo 56e, 62e · Bebeto 72e |     | Akonnor 23e · Aboagye 53e | Spectateurs : 45 257 Arbitrage : Pirom Un-Prasert | Spectateurs : 45 257 Arbitrage : Pirom Un-Prasert |
| 18:00           | Report                                          |     |                           | Spectateurs : 45 257 Arbitrage : Pirom Un-Prasert | Spectateurs : 45 257 Arbitrage : Pirom Un-Prasert |

### Demi-finales
| 30 juillet 1996 | Portugal | 0–2 | Argentine       | Sanford Stadium, Athens                              |                                                      |
| 18:00           |          |     | Crespo 55e, 61e | Spectateurs : 78 212 Arbitrage : Esfandiar Baharmast | Spectateurs : 78 212 Arbitrage : Esfandiar Baharmast |
| 18:00           | Report   |     |                 | Spectateurs : 78 212 Arbitrage : Esfandiar Baharmast | Spectateurs : 78 212 Arbitrage : Esfandiar Baharmast |

| 31 juillet 1996 | Nigeria                                               | 4–3 a. p. · | Brésil                                 | Sanford Stadium, Athens                             |                                                     |
| 18:00           | Roberto Carlos 20e (csc) · Ikpeba 78e · Kanu 90e, 94e |             | Flávio Conceição 1re, 38e · Bebeto 28e | Spectateurs : 78 587 Arbitrage : José García-Aranda | Spectateurs : 78 587 Arbitrage : José García-Aranda |
| 18:00           | Report                                                |             |                                        | Spectateurs : 78 587 Arbitrage : José García-Aranda | Spectateurs : 78 587 Arbitrage : José García-Aranda |

### Match pour la médaille de bronze
| 2 août 1996 | Brésil                                                   | 5–0 | Portugal | Sanford Stadium, Athens                            |                                                    |
| 18:00       | Ronaldo 4e · Flávio Conceição 10e · Bebeto 46e, 53e, 74e |     |          | Spectateurs : 68 173 Arbitrage : Gamal Al-Ghandour | Spectateurs : 68 173 Arbitrage : Gamal Al-Ghandour |
| 18:00       | Report                                                   |     |          | Spectateurs : 68 173 Arbitrage : Gamal Al-Ghandour | Spectateurs : 68 173 Arbitrage : Gamal Al-Ghandour |

### Finale
| 3 août 1996 | Nigeria                                   | 3–2 | Argentine                       | Sanford Stadium, Athens                            |                                                    |
| 15:45       | Babayaro 28e · Amokachi 74e · Amunike 90e |     | C. López 3e · Crespo 50e (pen.) | Spectateurs : 86 117 Arbitrage : Pierluigi Collina | Spectateurs : 86 117 Arbitrage : Pierluigi Collina |
| 15:45       | Report                                    |     |                                 | Spectateurs : 86 117 Arbitrage : Pierluigi Collina | Spectateurs : 86 117 Arbitrage : Pierluigi Collina |

## Médaillés
| Or | Argent | Bronze |
| Nigeria Daniel Amokachi Emmanuel Amunike Tijani Babangida Celestine Babayaro Emmanuel Babayaro Teslim Fatusi Victor Ikpeba Dosu Joseph Nwankwo Kanu Garba Lawal Abiodun Obafemi Kingsley Obiekwu Uche Okechukwu Jay-Jay Okocha Sunday Oliseh Mobi Oparaku Wilson Oruma Taribo West | Argentine Matías Almeyda Roberto Ayala Christian Bassedas Carlos Bossio Pablo Cavallero José Chamot Hernán Crespo Marcelo Delgado Marcelo Gallardo Claudio López Gustavo López Hugo Morales Ariel Ortega Pablo Paz Hector Pineda Roberto Sensini Diego Simeone Javier Zanetti | Brésil Dida Zé Maria Aldair Ronaldo Flávio Conceição Roberto Carlos Bebeto Amaral Juninho Paulista Rivaldo Sávio Danrlei Narciso André Luiz Zé Elias Marcelinho Paulista Luizão Ronaldo Guiaro |

## Classement des buteurs
6 buts       
- Hernán Crespo
- Bebeto

5 buts      
- Ronaldo

4 buts     
- Marco Branca

3 buts    
- Flávio Conceição
- Florian Maurice
- Nwankwo Kanu